# Liste der Monuments historiques in Gouvieux
Die Liste der Monuments historiques in Gouvieux führt die Monuments historiques in der französischen Gemeinde Gouvieux auf.

## Liste der Bauwerke
| Bezeichnung          | Beschreibung      | Standort | Kennzeichnung | Schutzstatus | Datum | Bild           |
| -------------------- | ----------------- | -------- | ------------- | ------------ | ----- | -------------- |
| Kirche Ste-Geneviève | Erbaut um 1200    | (Lage)   | PA00114706    | Inscrit      | 1988  | weitere Bilder |
| Schloss              | Erbaut 1880, 1892 | (Lage)   | PA60000025    | Inscrit      | 1999  | weitere Bilder |

## Liste der Objekte
| Bezeichnung                        | Beschreibung                                    | Standort                           | Kennzeichnung | Schutzstatus | Datum | Bild           |
| ---------------------------------- | ----------------------------------------------- | ---------------------------------- | ------------- | ------------ | ----- | -------------- |
| Ölgemälde Extase de saint François | Mitte des 17. Jahrhunderts                      | in der Kirche Ste-Geneviève (Lage) | PM60000878    | Classé       | 1912  |                |
| Skulptur Madonna und Kind          | Kalkstein, zweites Viertel des 14. Jahrhunderts | in der Kirche Ste-Geneviève (Lage) | PM60000876    | Classé       | 1905  |                |
| Taufbecken                         | Stein, 14. Jahrhundert                          | in der Kirche Ste-Geneviève (Lage) | PM60000877    | Classé       | 1912  | weitere Bilder |
| Beichtstuhl                        | Holz, 1852                                      | in der Kirche Ste-Geneviève (Lage) | PM60004155    | Inscrit      | 1991  |                |
| Gemälde Heilige Genoveva           | 18. Jahrhundert                                 | in der Kirche Ste-Geneviève (Lage) | PM60004156    | Inscrit      | 1991  |                |
| Skulptur einer Heiligen            | Kalkstein, 18. Jahrhundert                      | in der Kirche Ste-Geneviève (Lage) | PM60005271    | Inscrit      | 2016  |                |